# Aziatische kampioenschappen schaatsen 2001
De Aziatische kampioenschappen schaatsen 2001 werden op 2 en 3 december 2000 op de ijsbaan Heilongjiang Indoor Rink te Harbin, China gehouden.
Deze kampioenschappen bestonden uit een allround- en een afstandendeel. Het allrounddeel was de derde editie van de Continentale kampioenschappen schaatsen voor Azië; tegelijkertijd vonden de Aziatische kampioenschappen schaatsen afstanden plaats.
Vanaf de editie van 1999 was het aantal deelnemers aan het WK Allround door de ISU op 24 deelnemers vastgesteld. De startplaatsen werden voortaan per continent verdeeld. Voor Europa werd het EK Allround tevens het kwalificatietoernooi voor het WK Allround. Voor Azië en Noord-Amerika & Oceanië waren er door de ISU in 1999 speciaal kwalificatietoernooien voor georganiseerd. In 2001 mochten er uit Azië vijf mannen en vijf vrouwen deelnemen.

## Mannentoernooi

### Allround
Er namen tien mannen aan deze editie mee. Vijf uit Japan, twee uit China en Zuid-Korea en één uit Kazachstan. De Japanner Keiji Shirahata werd de tweede winnaar van dit "Continentaal Kampioenschap". De vijf startplaatsen ging naar Japan (4) en Kazachstan (1). Hiroyuki Noake (2e) en Takahiro Nozaki (5e) namen niet deel aan het WK Allround, hun plaatsen werden door Takahiro Ushiyama en Eiji Kohara ingenomen, die op dit kampioenschap ontbraken.
| Rang   | Schaatser         | Land       | Punten  | 500m       | 5000m        | 1500m        | 10.000m       |
| ------ | ----------------- | ---------- | ------- | ---------- | ------------ | ------------ | ------------- |
| Goud   | Keiji Shirahata   | Japan      | 157,792 | 37,46 (2)  | 6.43,09 (1)  | 1.52,55 (2)  | 14.10,14 (1)  |
| Zilver | Hiroyuki Noake    | Japan      | 160,036 | 37,19 (1)  | 6.57,03 (6)  | 1.51,65 (1)  | 14.38,54 (6)  |
| Brons  | Toshihiko Itokawa | Japan      | 160,684 | 39,23 (9)  | 6.47,51 (2)  | 1.54,30 (5)  | 14.12,07 (2)  |
| 4      | Sergej Tsibenko   | Kazachstan | 161,277 | 37,56 (3)  | 6.56,35 (5)  | 1.53,67 (3)  | 14.43,85 (8)  |
| 5      | Takahiro Nozaki   | Japan      | 161,634 | 37,82 (4)  | 7.00,05 (8)  | 1.54,28 (4)  | 14.34,33 (5)  |
| 6      | Yeo Sang-yeop     | Zuid-Korea | 162,025 | 38,07 (5)  | 7.00,27 (9)  | 1.55,14 (7)  | 14.30,97 (4)  |
| 7      | Kesato Miyazaki   | Japan      | 162,313 | 39,26 (10) | 6.52,28 (3)  | 1.56,26 (9)  | 14.21,45 (3)  |
| 8      | Liu Tongyang      | China      | 162,630 | 38,14 (6)  | 6.57,99 (7)  | 1.54,42 (6)  | 14.51,02 (10) |
| 9      | Liu Guangbin      | China      | 162,712 | 38,16 (7)  | 6.55,93 (4)  | 1.55,71 (8)  | 14.47,79 (9)  |
| 10     | Mun Joon          | Zuid-Korea | 163,412 | 38,35 (8)  | 7.01,58 (10) | 1.56,30 (10) | 14.42,76 (7)  |

Vet gezet is kampioenschapsrecord

### Afstanden
| Afstand | Goud              | Zilver            | Brons           |
| ------- | ----------------- | ----------------- | --------------- |
| 2×500m  | Kim Cheol-soo     | Yutaro Shinohara  | Lu Zhuo         |
| 1000m   | Yutaro Shinohara  | Park Jae-man      | Jiao Yunlong    |
| 1500m   | Takaharu Nakajima | Yutaro Shinohara  | Nikolaj Uljanin |
| 5000m   | Daisuke Yonekura  | Takaharu Nakajima | Nikolaj Uljanin |
| 10.000m | Daisuke Yonekura  | Nikolaj Uljanin   | Choi Kwun-won   |

## Vrouwentoernooi

### Allround
Er namen elf vrouwen aan deze editie mee. Vijf uit Japan, drie uit China, twee uit Zuid-Korea en één uit Noord-Korea. De Japanse Maki Tabata prolongeerde haar titel van 2000 van dit "Continentaal Kampioenschap", haar derde op rij. De vijf startplaatsen ging naar Japan (4) en China (1). De als vijfde geëindigde Japanse Kanae Kobayashi nam niet deel aan het WK Allround, haar plaats werd door Yuri Obara ingenomen, die op dit kampioenschap ontbrak.
| Rang   | Schaatsster     | Land        | Punten  | 500m       | 3000m        | 1500m        | 5000m        |
| ------ | --------------- | ----------- | ------- | ---------- | ------------ | ------------ | ------------ |
| Goud   | Maki Tabata     | Japan       | 168,173 | 40,36 (2)  | 4.16,72 (1)  | 2.01,72 (1)  | 7.24,54 (2)  |
| Zilver | Nami Nemoto     | Japan       | 169,213 | 41,19 (4)  | 4.18,14 (2)  | 2.02,94 (3)  | 7.20,20 (1)  |
| Brons  | Song Li         | China       | 169,498 | 40,19 (1)  | 4.20,06 (4)  | 2.02,78 (2)  | 7.30,39 (4)  |
| 4      | Eriko Seo       | Japan       | 171,135 | 41,27 (6)  | 4.18,76 (3)  | 2.05,93 (4)  | 7.27,63 (3)  |
| 5      | Kanae Kobayashi | Japan       | 173,610 | 41,24 (5)  | 4.26,02 (5)  | 2.06,14 (5)  | 7.39,88 (5)  |
| 6      | Zhang Xiaolei   | China       | 175,640 | 41,88 (7)  | 4.26,91 (6)  | 2.07,30 (6)  | 7.48,42 (6)  |
| 7      | Yun Hyi-jun     | Zuid-Korea  | 177,344 | 42,67 (10) | 4.30,16 (7)  | 2.08,19 (7)  | 7.49,18 (7)  |
| 8      | Gao Yang        | China       | 178,246 | 41,00 (3)  | 4.34,63 (10) | 2.10,95 (10) | 7.58,25 (8)  |
| 9      | Yayoi Nagaoka   | Japan       | 178,542 | 41,99 (8)  | 4.30,94 (8)  | 2.09,31 (8)  | 8.02,93 (10) |
| 10     | Ko Hyon-suk     | Noord-Korea | 181,945 | 43,13 (11) | 4.39,89 (11) | 2.12,38 (11) | 8.00,41 (9)  |
| -      | Baek Eun-bi     | Zuid-Korea  | 130,928 | 42,15 (9)  | 4.31,77 (9)  | 2.10,45 (9)  | ns           |

Vet gezet is kampioenschapsrecord (op de 500m evenaring)

### Afstanden
| Afstand | Goud                | Zilver              | Brons          |
| ------- | ------------------- | ------------------- | -------------- |
| 2×500m  | Wang Manli          | Tomomi Shimizu      | Shihomi Shinya |
| 1000m   | Wang Hong           | Shihomi Shinya      | Tomomi Shimizu |
| 1500m   | Ljudmila Prokasjeva | Yuri Obara          | Yang Xu        |
| 3000m   | Ljudmila Prokasjeva | Yuri Obara          | Yang Xu        |
| 5000m   | Lu Yajun            | Ljudmila Prokasjeva | Emi Miyashita  |

1994 Sapporo · 
1995 Ulaanbaatar · 
1997 Obihiro · 
1998 Obihiro · 
2000 Ulaanbaatar · 
2001 Harbin · 
2004 Chuncheon · 
2005 Ikaho · 
2007 Changchun · 
2008 Shenyang · 
2009 Tomakomai · 
2010 Obihiro · 
2011 Harbin · 
2012 Astana · 
2013 Changchun · 
2014 Tomakomai · 
2015 Changchun